# Палмирско царство
Палмирско царство је назив за краткотрајну државу на Блиском истоку насталу привременим распадом Римског царства за време кризе 3. века. Име је добила по Палмири, граду у Сирији где је тадашњи римски гувернер Оденат себе прогласио краљем, одметнувши се 260. од централне власти у Риму, тада парализоване сталним сукобима супарничких војничких царева. У томе је следио пример провинција Хиспаније, Галије и Британије које су се нешто раније биле отцепиле како би створиле Галско царство. Оденат је то могао учинити зато што је располагао великим бројем легија стационираних како би источне границе Римског царства браниле од Сасанида.
Оденат је убијен 267. а власт је као регенткиња преузела његова супруга Зенобија, која је у следећих неколико година постигла значање успехе, проширивши територије државе из Сирије на Левант, а потом и на Египат. Године 274. Зенобију поразио је римски цар Аурелијан и срушио њену државу, припојивши њене територије натраг Римском царству.